# Jiayi

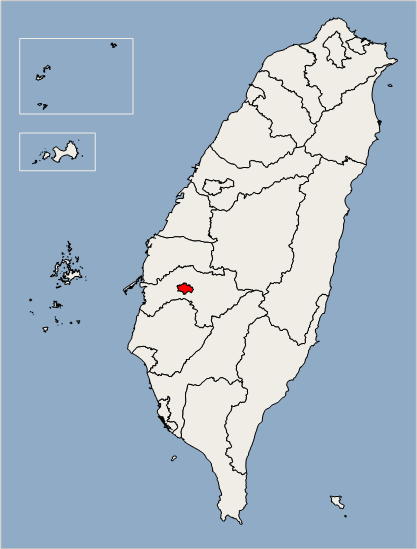
Jiayis läge i Taiwan.

Jiayi (eller Chiayi, kinesiska 嘉義, pinyin Jiāyì) är en stad i västra Taiwan. Folkmängden uppgick till 273 861 invånare i slutet av 2009, med totalt 374 213 invånare i hela storstadsområdet. Jiayi är provinsstyrd stad, vilket betyder att staden styrs direkt av provinsens myndigheter och räknas som en separat administrativ enhet (och inte en del av det omgivande länet). Staden är indelad i två distrikt, västra distriktet (西區) och östra distriktet (東區).